# Shanghai-samenwerkingsorganisatie
De Shanghai-samenwerkingsorganisatie (SSO) (Chinees: 上海合作组织, pinyin: shànghǎi hézuò zǔzhī, 上合组织, Russisch: Шанхайская организация сотрудничест; Sjanchajskaja organizatsieja sotroednitsjest, ШОС; SjOS, Engels: Shanghai Cooperation Organisation, SCO), ook wel de Shanghai Organisatie voor Samenwerking of Shanghai Zes genoemd, is een intergouvermentele organisatie die op 14 juni 2001 werd opgezet door de leiders van de Volksrepubliek China, Rusland, Kazachstan, Kirgizië, Tadzjikistan en Oezbekistan. Afgezien van Oezbekistan waren alle landen daarvoor lid van de Shanghai Vijf. Nadat Oezbekistan toetrad, werd de naam veranderd.

## Oorsprong
De Shanghai Vijf-groep werd geformeerd in 1996 bij het tekenen van het Verdrag voor het verdiepen van militair vertrouwen in grensgebieden in Shanghai door de staatshoofden van Kazachstan, de Volksrepubliek China, Kirgizië, Rusland en Tadzjikistan. In 1997 tekenden dezelfde landen het Verdrag voor de vermindering van strijdkrachten in grensgebieden tijdens een topconferentie in Moskou. Daaropvolgende jaarlijkse topconferenties van de Shanghai Vijf vonden achtereenvolgens plaats in Almaty (Kazachstan) in 1998, Bisjkek (Kirgizië) in 1999, Doesjanbe (Tadzjikistan) in 2000 en opnieuw in Shanghai in 2001.
Tijdens de ontmoeting in Shanghai werd Oezbekistan toegelaten tot het mechanisme van de Shanghai Vijf, waardoor deze werd veranderd naar de Shanghai Zes. Daarop tekenden de zes staatsleiders op 15 juni 2001 de verklaring van de Shanghai-samenwerkingsorganisatie, waarbij de rol van het Shanghai Vijf-mechanisme werd geprezen en waarbij het doel was de samenwerking hierbinnen op een hoger niveau te tillen. In juli 2001 tekenden de beide leidende landen Rusland en de VRC het Verdrag van goed nabuurschap, vriendschap en samenwerking tussen de Volksrepubliek China en de Russische Federatie.
In juni 2002 kwamen de leiders van de SSO-lidstaten bijeen in Sint-Petersburg om het SSO-handvest te tekenen dat de doelen, principes, structuren en werkvorm uiteenzette van de organisatie en de organisatie officieel vestigde, gezien vanuit het oogpunt van de internationale wetgeving.

## Mogelijke toekomstige uitbreiding
Mongolië was het eerste land dat de status van waarnemend lid kreeg bij de topconferentie in Tasjkent in 2004. Pakistan, India en Iran kregen deze status bij de SSO-conferentie van Astana (Kazachstan) op 5 juli 2005. Alle vier landen hebben zich kandidaat gesteld voor volledig lidmaatschap.
De Chinese assistent-minister van Buitenlandse Zaken Li Hui zei eens dat de SSO geen nieuwe leden zou aannemen voordat haar huidige zes leden serieuze studies zouden hebben uitgevoerd. De vaste vertegenwoordiger van Rusland in het SSO-secretariaat, Grigori Logninov, heeft ook gesteld dat de vergroting van de SSO wordt belemmerd door "een onvolwassen mechanisme voor de toelating van nieuwe leden", terwijl secretaris-generaal Zhang Deguang stelde dat een overexpansie een intensievere samenwerking zou kunnen hinderen.
President Pervez Musharraf gaf tijdens diverse bijeenkomsten in februari 2006 met Chinese functionarissen en de media aan dat hij achter Pakistans kwalificatie staat om lid te worden van de organisatie als volledig lid. China gaf aan dat het Pakistans wens zou meedelen aan alle SSO-lidstaten. Musharraf zelf werd formeel uitgenodigd voor de zesde bijeenkomst van de SSO in Shanghai in juni 2006. Rusland zou hebben aangegeven alleen Pakistaans lidmaatschap te accepteren wanneer India op hetzelfde moment lid wordt, gezien de twisten tussen de beide landen, komt dit scenario overeen met de gelijktijdige toetreding tot de NAVO van Griekenland en Turkije in 1952. India en Pakistan zijn beide lid geworden op 9 juni 2017, Iran werd toegelaten op 16 september 2022.
Wit-Rusland heeft zich ook kandidaat gesteld voor de waarnemingsstatus in de organisatie en heeft hiervoor de steun van Kazachstan gekregen. De Russische minister van Defensie Sergej Ivanov heeft echter zijn twijfels geuit over de waarschijnlijkheid van het lidmaatschap van Wit-Rusland door te zeggen dat Wit-Rusland een puur Europees land is. Op 4 juli 2024 is Wit-Rusland officieel lid geworden van SSO.
In Servië heeft de Servische Radicale Partij het land opgeroepen om lid te worden van de SSO omdat zij de invloed van de Europese Unie op Servië als negatief ziet, en omdat ze betere relaties wil met Rusland. In dit kader heeft de partij ook voorgesteld om lid te worden van de Euraziatische Unie.
Premier Recep Tayyip Erdoğan van Turkije heeft aangegeven de SSO als een ideaal alternatief te zien voor de Europese Unie als de toetredingsgesprekken niet naar wens verlopen. Op 26 april 2013 werd Turkije officieel 'dialoogpartner' van de SSO. In september 2022, herhaalde Erdogan de wens van Turkije om lid te worden van de SSO, na een bijeenkomst van SSO leiders in Oezbekistan.

## Leden

### Lidstaten
- China (1996)
- Kazachstan (1996)
- Kirgizië (1996)
- Rusland (1996)
- Tadzjikistan (1996)
- Oezbekistan (2001)
- India (2017)
- Pakistan (2017)
- Iran (2022)
- Wit-Rusland (2024)

### Kandidaat-lidstaten
- Afghanistan*
- Mongolië

### Dialoog-partners
- Armenië
- Azerbeidzjan
- Bahrein
- Cambodja
- Nepal
- Sri Lanka
- Koeweit
- Myanmar
- Turkije
- Egypte
- Qatar
- Saoedi-Arabië
- Verenigde Arabische Emiraten

- Afghanistan is weliswaar kandidaat-lidstaat maar de Talibanregering (het Islamitisch Emiraat) wordt door geen enkele lidstaat, noch door de SSO, erkend.

## Bijeenkomsten
Sedert de oprichting wordt jaarlijks een topontmoeting gehouden voor staatshoofden, en een voor regeringsleiders, afwisselend in een van de lidstaten, meestal in de hoofdstad. 